# Municipio de Lake Villa
El municipio de Lake Villa (en inglés: Lake Villa Township) es un municipio ubicado en el condado de Lake en el estado estadounidense de Illinois. En el año 2010 tenía una población de 40276 habitantes y una densidad poblacional de 596,18 personas por km².

## Geografía
Según la Oficina del Censo de los Estados Unidos, el municipio tiene una superficie total de 67.56 km², de la cual 59.13 km² corresponden a tierra firme y (12.47%) 8.43 km² es agua.

## Demografía
Según el censo de 2010, había 40276 personas residiendo en el municipio de Lake Villa. La densidad de población era de 596,18 hab./km². De los 40276 habitantes, el municipio de Lake Villa estaba compuesto por el 85.97% blancos, el 3% eran afroamericanos, el 0.3% eran amerindios, el 4.54% eran asiáticos, el 0.02% eran isleños del Pacífico, el 3.82% eran de otras razas y el 2.34% pertenecían a dos o más razas. Del total de la población el 10.93% eran hispanos o latinos de cualquier raza.